# Louis-François de Turgy
Pour les articles homonymes, voir Turgy (homonymie).
Louis-François Turgy ou Louis-François de Turgy, né le 18 juillet 1763 à Paris (paroisse Sainte-Marguerite) et mort le 4 juin 1823 à Paris (ancien 5e arrondissement), est une personnalité française qui s'est remarquablement distinguée pour son soutien à la famille royale lors de la Révolution.

## Sous la Révolution
Louis-François Turgy naît le 18 juillet 1763 rue de Charonne à Paris et il est baptisé le même jour en l'église Sainte-Marguerite de Paris. Il est le fils d'Étienne Turgy, voiturier, et de Marie-Charlotte Bouillon.
Modeste garçon de bouche à Versailles, Louis-François de Turgy se distingue le 6 octobre 1789, lors des journées des 5 et 6 octobre 1789, en sauvant la reine de France Marie-Antoinette des mains de la populace. Avec ses compagnons Chrétien et Marchand, il réussit à se faire admettre dans le service du Temple et devient l'intrépide intermédiaire entre la famille royale et ses partisans. Il met au point avec Madame Élisabeth un système lui permettant de communiquer malgré la surveillance des commissaires de la Commune de Paris. Il est expulsé après quatorze mois de service volontaire au Temple et se retire dans sa famille à Tournay-en-Brie. Il accompagne Marie-Thérèse de France en 1795 à Vienne en Autriche.

## Sous la Restauration
En 1814, Louis XVIII le fait officier de la Légion d'honneur, l'anoblit avec le titre de baron, le nomme premier valet de chambre et huissier du cabinet de Marie-Thérèse de France.
Louis-François de Turgy meurt le 4 juin 1823 à Paris dans l'ancien 5e arrondissement et il est inhumé au cimetière du Père-Lachaise (41e division). Sur sa tombe, on peut lire l'épitaphe suivante : Ici repose Louis François de Turgy premier valet de chambre de S.A.R. Madame Duchesse d'Angoulême, officier de la Légion d'honneur, décédé le 4 juin 1823. Il servit au temple Sa Majesté Louis XVI. Il n'en sortit que pour donner aux princes de nouvelles preuves de fidélité et de dévouement. Son Altesse Royale Madame Duchesse d'Angoulême touchée de son zèle a fait ériger ce monument à sa mémoire. De Profundis.